# Dodge Conquest
Dodge Conquest – samochód sportowy klasy średniej produkowany pod amerykańską marką Dodge w latach 1984 – 1987.

## Historia i opis modelu

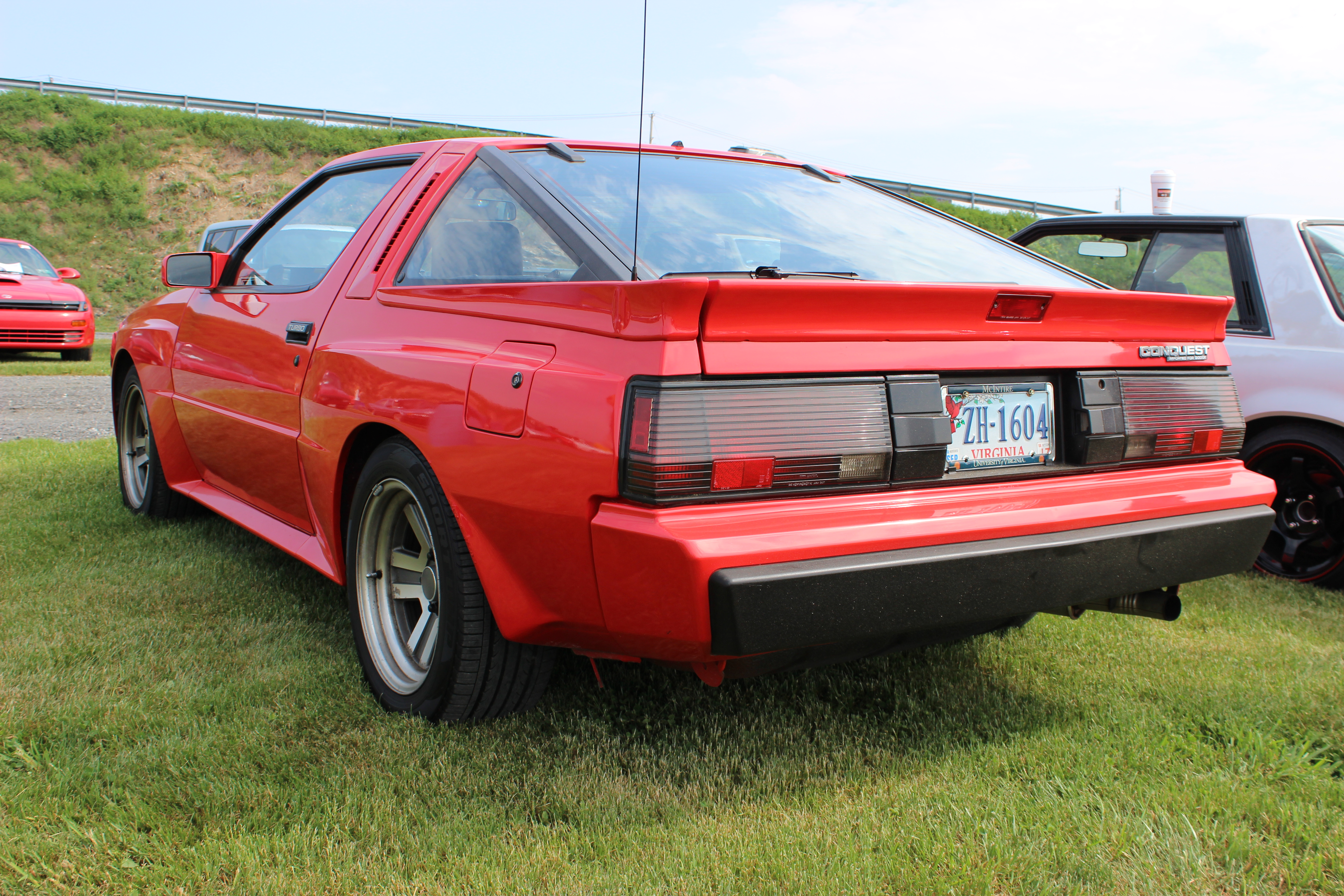
Dodge Conquest - tył

W 1984 roku w ramach zakrojonej na szeroką skalę współpracy między japońskim Mitsubishi a koncernem Chryslera, podjęto decyzję o poszerzeniu oferty Dodge'a wraz z bratnim Plymouthem o średniej wielkości samochód sportowy o nazwie Conquest. Był to bliźniaczy model względem oferowanego równolegle od 1983 roku Mitsubishi Starion. Poza innymi emblematami z nazwą modelu, Dodge Conquest niczym nie odróżniał się od pozostałych bliźniaczych modeli. W ramach zmiany polityki nazewniczej w 1987 roku, zarówno Dodge, jak i Plymouth Conquest zostały przemianowane na jeden model pod marką Chryslera.

### Wersje wyposażeniowe
- LE
- TSi
- Technica

### Silniki
- L4 2.0l 4G63
- L4 2.6l 4G54